# 스크리머스 (1995년 영화)
《스크리머스》(Screamers)는 캐나다, 미국, 일본에서 제작된 크리스찬 두가이 감독의 1995년 SF, 스릴러, 공포 영화이다. 피터 웰러 등이 주연으로 출연하였고 톰 베리 등이 제작에 참여하였다.
필립 K. 딕의 짧은 스토리 세컨드 버라이어티에 기반을 두고 있다.

## 출연

### 주연
- 피터 웰러
- 로이 드퓌
- 제니퍼 루빈
- 앤디 로어
- 론 화이트

### 조연
- 찰스 에드윈 포웰
- 릴리아나 코모로스카

## 기타
- 원작자: 필립 K. 딕
- 제작책임: 안토니 I. 지난
- 미술: 페리 고라라
- 의상: 트릭시 리튼하우스
- 배역: 마리 마지오타
- 배역: 카렌 마지오타
- 배역: 루시 로비타이

## 같이 보기
- 그레이 구 시나리오